# Permosynoidea
Permosynoidea zijn een uitgestorven superfamilie van kevers uit de onderorde Protocoleoptera.

## Taxonomie
De superfamilie is als volgt onderverdeeld:
- Familie Ademosynidae Ponomarenko, 1968  †
- Familie Permosynidae Tillyard, 1924  †